# Carníola
Carníola (em esloveno: Kranjska, em alemão: Krain) é uma região da Eslovénia em volta da capital eslovena Liubliana. Antigo ducado da Casa de Habsburgo, até 1918 fazia parte do Império austro-húngaro. Depois da Primeira Guerra Mundial, passou na sua maioria a fazer parte da Jugoslávia, excepto a sua parte ocidental que passou a fazer parte do Reino de Itália. Depois da Segunda Guerra Mundial, a parte italiana se integrou à Jugoslávia, até a dissolução da mesma.

## História

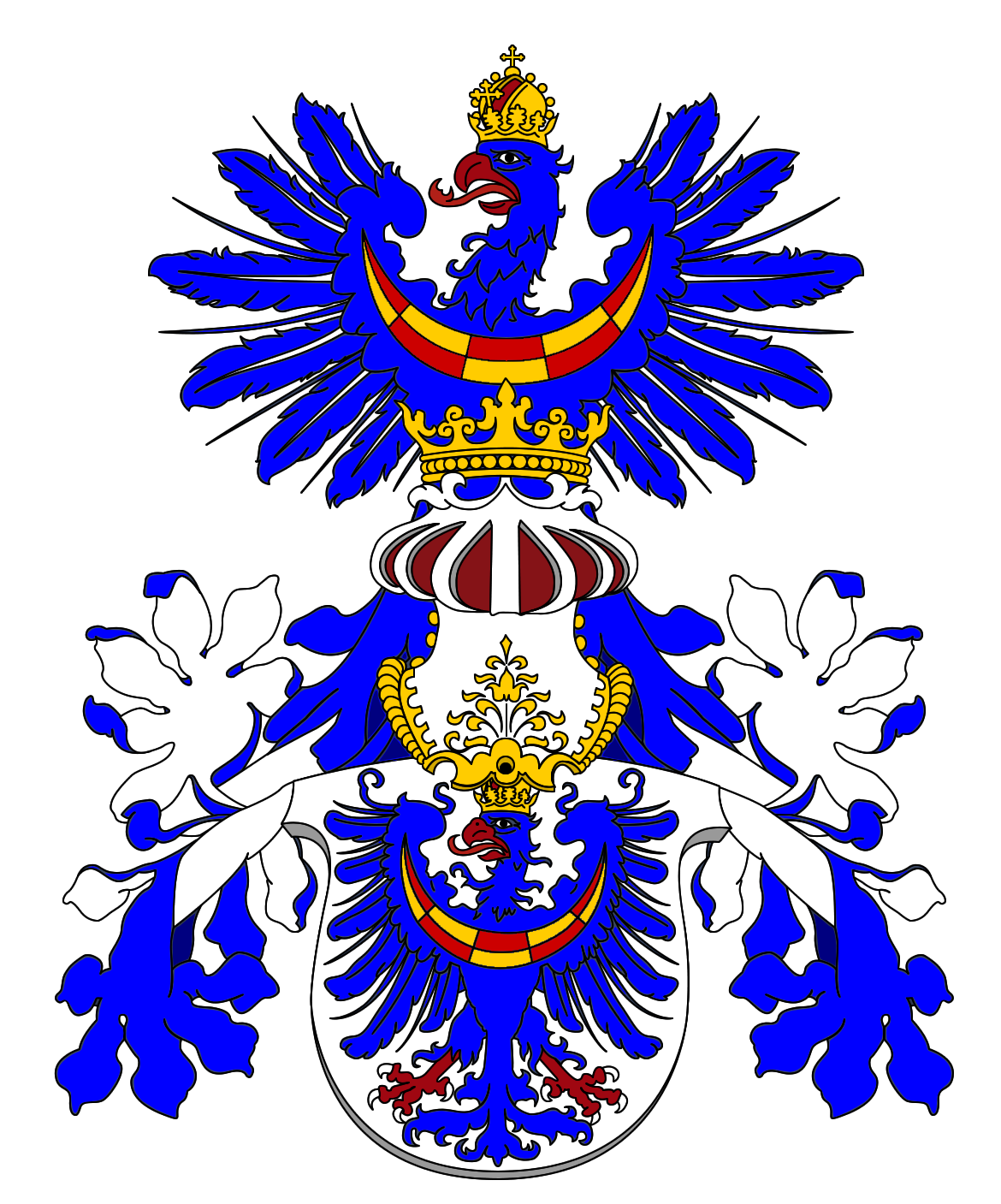
Brasão de Carniola

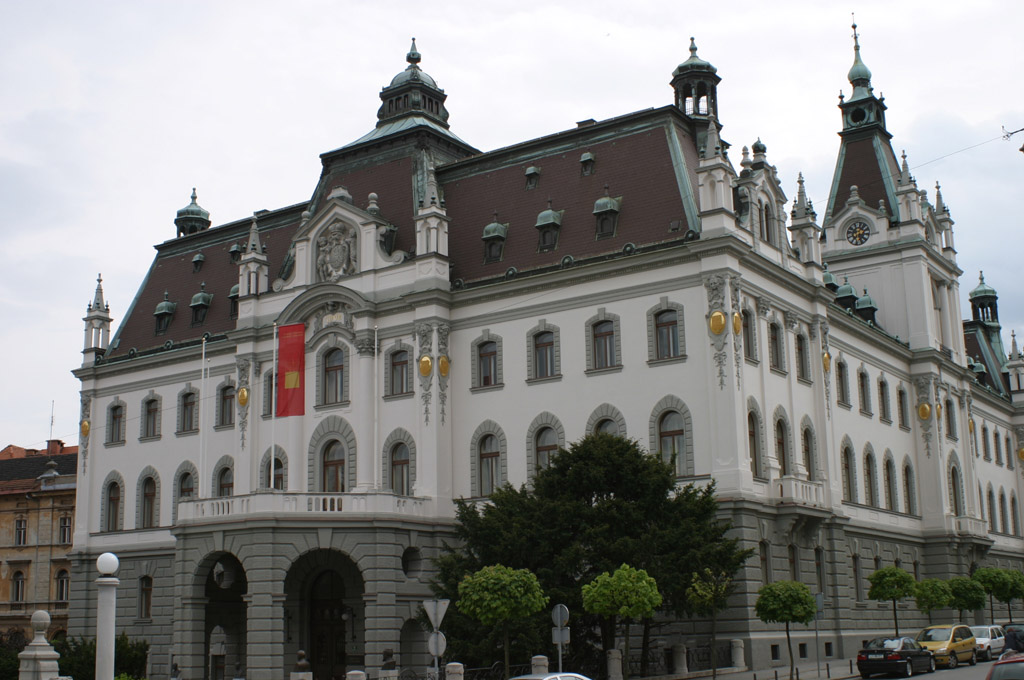
O edifício do Parlamento de Carníola. Em 1919 o edifício transformou-se no principal da Universidade da Liubliana.

Depois da queda do Império Romano, os lombardos estabeleceram-se em Carníola, seguidos pelos eslavos por volta do século VI. Seguiram-se períodos de bávaros, francos e domínio local. Os Habsburgos controlaram o território quase continuamente de 1335 a 1918, mas muitos ataques dos otomanos e rebeliões camponesas ocorreram do século XV ao século XVII. De 900 até o século XX a classe dominante de Carníola falava alemão, mas a maioria do povo falava esloveno.
A capital de Carníola, originalmente situada em Kranj (Krainburg), foi brevemente transferida a Kamnik (Stein) e finalmente à atual capital da Eslovênia, Ljubljana (Laibach).